# 乌尔金
乌尔金·加尔玛耶维奇·加尔玛耶夫（1880年代1888年/1889年—1947年3月13日），簡稱乌尔金（Urjin），是满洲国军军人，为布里亚特蒙古人。俄国内战时为俄国白军效力，随后移居中国内蒙古境内，满洲国成立后，曾任兴安北省警备军司令、第10军管区司令等职。最高军衔为陆军上将。

## 经历
1918年，乌尔金作为阿金草原僧俗领导人的代表，在满洲拜會格里戈里·谢苗诺夫并建立了个人关系。随后他进入谢苗诺夫在赤塔开设的士官学校学习，毕业后参加了驻扎于恰克图的克里米亚师团，在一支由布里亚特人组成的部队任军官。1919年徐树铮率部占领恰克图，克里米亚师团投降。为了避免受到俄国革命的波及，1921年乌尔金带领家人和部下逃亡满洲，在海拉尔郊外的锡尼河畔定居放牧。当时在周边地区居住的布里亚特人共计三千左右，满洲国建立之后为了笼络这些人，特别任命乌尔金为兴安北省警备军少将司令。
1935年1月满洲国和蒙古人民共和国之间发生了名为哈尔哈庙事件的边境冲突，乌尔金亲自赶赴现场处理事件。在随后召开的旨在解决国界问题的满洲里会议中，乌尔金也作为满洲国代表团的二号人物参加了第一次会议。1936年4月，满洲国代表团团长，兴安北省省长凌陞因为通敌嫌疑被日本宪兵队逮捕处决（凌陞事件），作为二号人物的乌尔金也被卷入，被满洲国最高顾问佐佐木到一传唤。由于乌尔金此前加入谢苗诺夫的军队与共产党作战的经历，佐佐木最终打消了他的嫌疑，加上北警備軍顧問寺田利光的幫助，对他的问话仅仅持续了5分钟。满洲里会议第二次会议以后，乌尔金便成为了满洲国的首席谈判代表 。
1939年的诺门罕战役中，时任第10军管区中将司令的乌尔金率领兴安军（统称：乌尔金部队，含兴安骑兵第1、2、7、8、9团）参加了第一、二次战役。在第二次战役中，乌尔金部被部署在日军第23师团的最右翼。由于作战勇敢，乌尔金战后被授予感谢状和1万日元的奖金。 
1945年1月乌尔金被晋升为上将，同时调往陆军兴安学校任校长。 苏联对日宣战后，负责防卫的满洲国军第2师旗下教导团发动了叛乱，乌尔金乘车追上叛军努力劝说其归正，但最终未果。苏联占领满洲国后，乌尔金亲自前往新京的苏联占领军司令部报道时当即被捕，随后被押往莫斯科。1947年3月13日以反革命分子的名义被枪决。苏联解体后的1992年2月23日乌尔金又被恢复了名誉。

## 个人

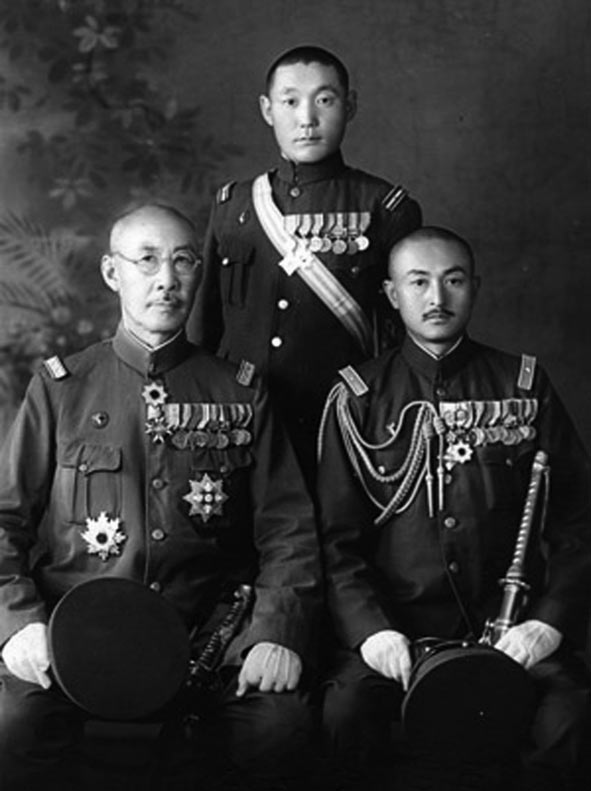
第10军管区司令时期的乌尔金(左)和参谋长正珠尔扎布（右）。

乌尔金是身高两米，体重100公斤的巨汉。他是虔诚的佛教徒。哈尔哈庙事件时，蒙古人民军撤退后他走入寺庙探访，目睹寺庙被毁时不禁泪流满面，为共产国际扫除佛教的政策而哀叹。另外正珠尔扎布曾回忆，在第10军管区司令任上时，乌尔金曾与顾问田古里直中佐就佛与天照大神孰高孰低的问题产生过争执 。
烏爾金只有一個女兒都勒嘎尔（Долгор）；而都勒嘎尔也只有一個女兒奇米德（Чимид）。奇米德有三個孩子：休倫（Хулэн）、貝爾（Бэир）及亞歷山大（Александр），他們一家四口目前居住在烏蘭烏德。

## 脚注
1. ↑  田中（2009年）、155-156頁。
2. ↑  牧南（2004年）、183-184頁。
3. ↑  田中（2009年）、99頁。
4. ↑  田中（2009年）、114-115頁。
5. ↑  牧南（2004年）、41頁。
6. ↑  田中（2009年）、117頁。
7. ↑  牧南（2004年）、182頁。
8. ↑  田中（2009年）、113頁。
9. ↑  田中（2009年）、158頁。
10. ↑  田中（2009年）、87-88頁。
11. ↑  牧南（2004年）、185-186頁。
12. ↑  .   [2018-02-15]. （原始内容存档于2016-03-04）.